# Vespa walkeri
Vespa walkeri är en getingart som beskrevs av François du Buysson 1904. Vespa walkeri ingår i släktet bålgetingar, och familjen getingar. Inga underarter finns listade i Catalogue of Life.